# マダン (ブルガリア)
マダン（ブルガリア語: Мада̀н, ラテン文字転写: Madan）は、ブルガリア南部のスモリャン州にある町。同名のマダン市の行政の中心地である。人口は6597人（2019年）。
南極のスミス島にある「マダンの尾根」は、この町の名前に由来する。

## 地理
アルダ川とヴァルビツァ川のあいだに連なる、ロドピ山脈アルディノ山系のふところにある。

## 歴史
古代には鉛鉱山の工夫が定住する鉱山町であった。鉛の採掘は紀元前5世紀から前4世紀ごろにはじまった。
町民はほとんどがムスリム・ブルガリア人で、ブルガリア正教会のブルガリア人は少数派である。